# Mégisserie
 (mai 2008).

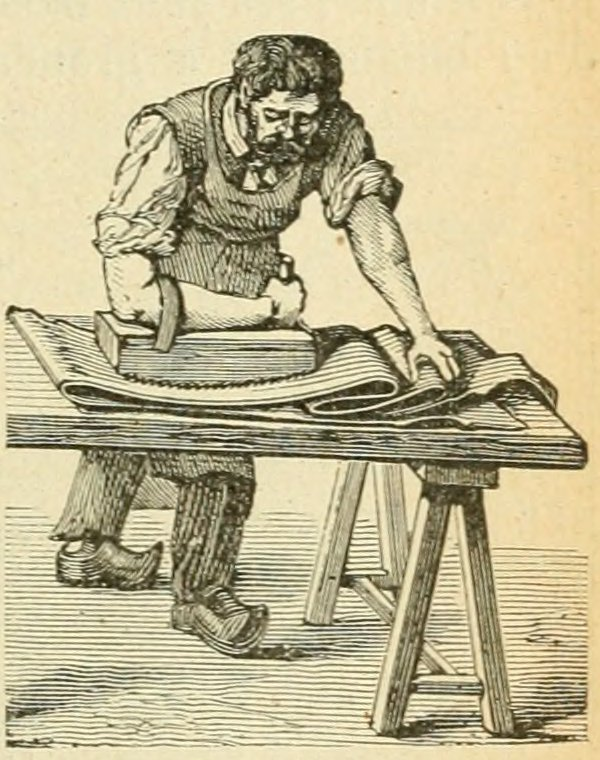
Illustration montrant un mégissier au travail dans Le Tour de la France par deux enfants.

La mégisserie est le tannage des peaux d'ovins et caprins destinées à l'industrie de la chaussure, de la ganterie ou de l'habillement, dans le cadre de la production du cuir. 
Le mégissier est un artisan dont le métier est d'accommoder les peaux d'ovins ou de caprins pour les rendre propres aux différents usages que l'on veut en faire, par différence avec les métiers des tanneurs, des corroyeurs ou des pelletiers.
Le mégissier travaille les petites peaux (agneaux, moutons et chèvres), au contraire du tanneur qui transforme les peaux de grandes tailles (veaux, vaches, taurillons, taureaux, buffles). 
Le tanneur transforme les grandes peaux brutes (veaux, jeunes bovins, vaches, taurillons, taureaux, buffles) en cuir imputrescible par l’emploi de tannins. 
Le mégissier utilise aujourd’hui les mêmes techniques que le tanneur : tannage aux sels minéraux, végétal ou combiné.

Le délainage est un préalable à mégisserie, mais les deux industries peuvent exister en des lieux séparés. On observe toutefois, en France comme ailleurs, que le tannage des peaux de moutons ou de chèvres s'épanouit là où il y a un élevage important de moutons, dans la région Centre-Val de Loire par exemple. Mais l'industrie de la mégisserie a aussi vécu des grandes heures tant à Graulhet dans le Tarn, sur les bords du Dadou, qu'à Millau dans l'Aveyron, où l'industrie du délainage était totalement inexistante.

## Mégisserie

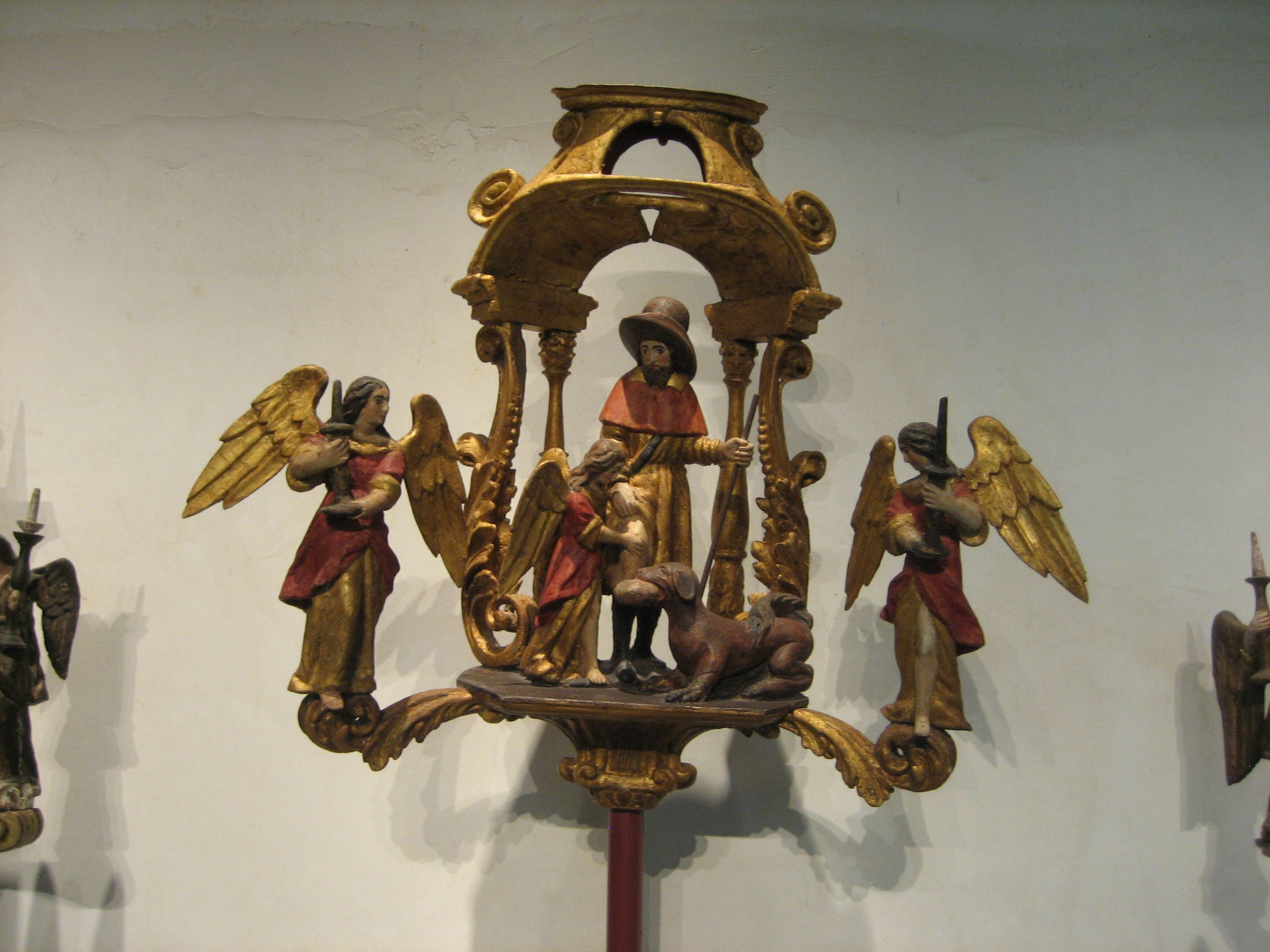
Bâton de procession de la corporation des mégissiers dont le patron est saint Roch (musée de l'hospice Saint-Roch à Issoudun).

Il existe deux étapes principales dans le traitement des peaux : le travail humide et le travail à sec.
À la sortie des usines de délainage, une fois la laine séparée de la peau, on récupère le « cuirot ». C'est une peau fraîche qui a été séchée et qui prend l'aspect, pour résumer, d'un parchemin.
Toutefois, sur ce cuirot, il reste de la laine et, avec elle, beaucoup d'impuretés, le plus souvent aux extrémités, pattes et encolure. On trempe le cuirot dans un bain de solution concentrée pour débarrasser la surface de la peau, côté épiderme, de toutes impuretés qui pourraient compromettre l'opération de tannage. C'est d'autant plus important que c'est à partir de là que l'on met en valeur « la fleur », autrement dit, l'aspect et la qualité de la peau. 
Reste le côté chair de la peau. Avant le tannage, elle est impérativement passée dans une écharneuse, afin d'enlever les résidus des chairs ou autres graisses indésirables. C'est seulement à partir de là que peut démarrer le tannage.

## Tannage
La peau, à l'origine derme vivant, riche en collagène, serait, sans traitement, soumise à la putréfaction. Le tannage est le traitement de la peau morte, pour l'empêcher de pourrir, par l'imprégnation de substances dites « tannantes », végétales (aujourd'hui écorces d'arbre) ou minérales (sels de chrome).
Avec le tanin végétal on obtient une peau très peu souple que l'on appelle la basane. La doublure, d'aspect chair, de l'intérieur des chaussures de cuir est très souvent conçue avec de la basane. La basane sert aussi à faire du cuir.
Le tannage minéral, lui, est à base de chrome. Au contraire du tannage végétal, il donne une peau très souple. Mais le tannage minéral est aussi employé sur des peaux fraîches issues des abattoirs ou « picklées », c'est-à-dire trempées dans une solution acide puis dans une saumure ce qui les stabilise, assure leur conservation et les prépare au tannage.
Après tannage, la peau peut être teinte et nourrie, terme du travail humide, et le cuirot est alors presque à l'état de cuir. Il reste à le travailler à sec : séchage, étirage, assouplissage, finissage.

## Un exemple: la mégisserie à Mazamet
À Mazamet (département du Tarn), en France, qui se considère à jamais comme la capitale mondiale du délainage, deux rivières coulent : l'Arnette, vierge de tout calcaire et toute désignée pour délainer les peaux de moutons, et le Thoré, cours d'eau bien singulier et calcaire au possible, qui convenait aux mégissiers. Le cuirot, issu des usines de délainage, était utilisé comme matière première des mégissiers.
À Mazamet, l'emplacement des délainages et des mégisseries diffère : les mégisseries sont implantées le long du Thoré et les délainages, une cinquantaine à la grande époque, épousaient les tours et détours de l'Arnette, le long de ce que l'on a fini par appeler, la route des usines. Mais  certaines usines sont mixtes : délainage et mégisserie s'y conjuguent parfaitement, bien que la mégisserie soit plus technique et complexe que le délainage.

## Importance du secteur en France
La Fédération française de la Tannerie Mégisserie indique qu'elle regroupe une soixantaine de sociétés, dont 45 entreprises industrielles, représentant un effectif de 1 741 personnes, pour un chiffre d’affaires annuel d’environ 400 millions d’euros. Elle précise que les tanneurs mégissiers français tannent 4,8 millions de m2 de peaux par an, toutes catégories de peaux confondues (chiffres de 2015).

## Le patron des mégissiers
C'est saint Roch, guérisseur de maladies de peau, qui est le patron de la corporation des mégissiers. L'apôtre Barthélémy, dont la légende dit qu'il a été écorché vif, est le protecteur des bouchers.

## Vocabulaire d'un métier ancien
L'ancien terme « mégis », désignant un bain à base d'eau, d'alun, de sel et de cendres dans lequel étaient trempées les peaux. Il donne son nom à l'activité moderne de mégisserie. Le mot « mégis » est attesté en ancien français sous la forme « megeis », citée par le dictionnaire de Godefroy, devenue « megis » en moyen français. Le verbe ancien français megier, issu lui-même du verbe latin medicāre, du latin medicus (« médecin, soigneur ») signifie simplement soigner. Il est facile de comprendre que le terme s'est spécialisé dans l'ancien monde médiéval des tanneurs et préparateurs de diverses peaux, en se limitant ensuite à la préparation des peaux.
La voie humide que pratiquaient les mégissiers, essentiellement masculins, correspond ainsi à un tannage et un nettoyage des peaux, souvent à la rivière. 
Le travail à sec correspondant à une voie sèche, très souvent beaucoup plus féminisée que le premier, qui suivait le délainage, se nommait corroyage. Il consistait à éliminer les lambeaux de chair, à égaliser, aplanir, assouplir les peaux sèches.
Dans le manuel complet du chamoiseur, du maroquinier, du mégissier de 1893 il est précisé que les peaux mégissées forment deux classes : celles des peaux pelées, c'est-à-dire débarrassées de leur poil, qui est la plus importante ; et celle des peaux houssées, c'est-à dire auxquelles on a conservé leur poil ou leur laine.

## Inventaire du patrimoine culturel immatériel
Le savoir-faire de la mégisserie a été répertorié à l'Inventaire du patrimoine culturel immatériel en France après une enquête dans la mégisserie Colombier à Saint-Junien (Limousin).